# 1493

## أحداث
- 19 يناير - معاهدة برشلونة: شارل الثامن ملك فرنسا يعيد منطقتي سيردانيا وروسيون إلى فرناندو الثاني ملك أراغون
- 4 مارس - المستكشف كريستوفر كولومبس يصل إلى قارة أمريكا.

## مواليد
- أبو الحسن البكري
- عبد الله بن أحمد الفاكهي

## وفيات
- أحمد زروق
- توبا إنكا